# 何宗權
何宗權（越南语：／，1798年—1839年），因避紹治帝諱，阮朝書籍多作何權，字巽甫（越南语：／），別號巽齋（越南语：／）、海翁（越南语：／），阮朝初期大臣、詩人，阮初封芳澤侯。

## 身世
何宗權祖籍乂安，遠祖何公程是後黎朝光順七年進士，官至兵部尚書。父親何宗桐是後黎朝鄉貢。

## 生平
何宗權是河內省應和府青威縣葛洞社（今屬河內市青威縣金安社）人，西山朝景盛六年（1798年）出生。年輕時候曾拜范貴適、裴輝璧為師，與阮文超、吳世榮、武宗璠為同學。明命二年（1821年），參加山南場鄉試，考中舉人第二名。次年（1822年）參加會試，為壬午科同進士出身。歷任新平知府、廣治營參辦、補太常寺少卿署工部僉事、禮部右侍郎等職。在禮部任職期間，廣治㟐嶸州頭目阿滇告起事反叛，何宗權以在廣治任職期間防範不周為由，自請前往鎮壓叛亂。回朝後即病倒，獲得明命帝慰勞。不久改任辦內閣事務，為皇帝草擬敕諭，受到皇帝稱讚。
明命十二年（1831年），何宗權因事獲罪，派遣出洋如西效力，造訪南洋等地（印度尼西亞），期間著有《洋夢集》，記載他去南洋時的經歷。明命十三年（1832年），何宗權起復為翰林院檢討，充內閣行走，後升侍讀學士，充辦閣務。當時嘉定城總鎮黎文悅剛剛去世，何宗權和阮知方、黃炯等人奏稱黎文悅圖謀不軌，最終使明命帝下令鏟平了黎文悅墓。明命十四年（1833年），調任工部右侍郎，仍充辦閣務。明命十六年（1835年），升吏部左參知，充機密院大臣，後又兼辦工部事務。
明命二十年（1839年），何宗權因病去世，壽四十二歲，追贈吏部尚書。

## 文學
何宗權也是一位詩人，為墨雲詩社人物之一，著作頗豐，計有《巽齋學詠》、《洋夢集》、《柳堂文集》、《巽甫詩集》、《登龍表訣》、《會題翹詩》，后人輯有《葛洞何進士詩集》、《葛洞何巽齋先生詩集》。

## 家庭
何宗權去世時，其母尚在，明命帝責令有司每月供給錢糧，贍養何宗權老母。何宗權有一子何元椿，蔭授吏部主事。